# ネープリゲト駅
座標: 北緯47度28分32秒 東経19度5分55秒 / 北緯47.47556度 東経19.09861度
ネープリゲト駅（ネープリゲトえき、洪：Népliget）は、ハンガリー共和国ブダペスト市に位置するブダペスト地下鉄3号線の駅である。

## 駅構造
- 相対式ホーム2面2線を有す地下駅。
- 地下7.61m地点に存在する。

## 駅周辺
- バスターミナル - 国際線も発着する

## 歴史
- 1980年3月29日 - 開業。
- 2003年 - 駅舎建て替え。

## 隣の駅
ブダペスト地下鉄
■3号線
ナジヴァーラド広場駅 - ネープリゲト駅 - エチェリ通り駅